# Commencal

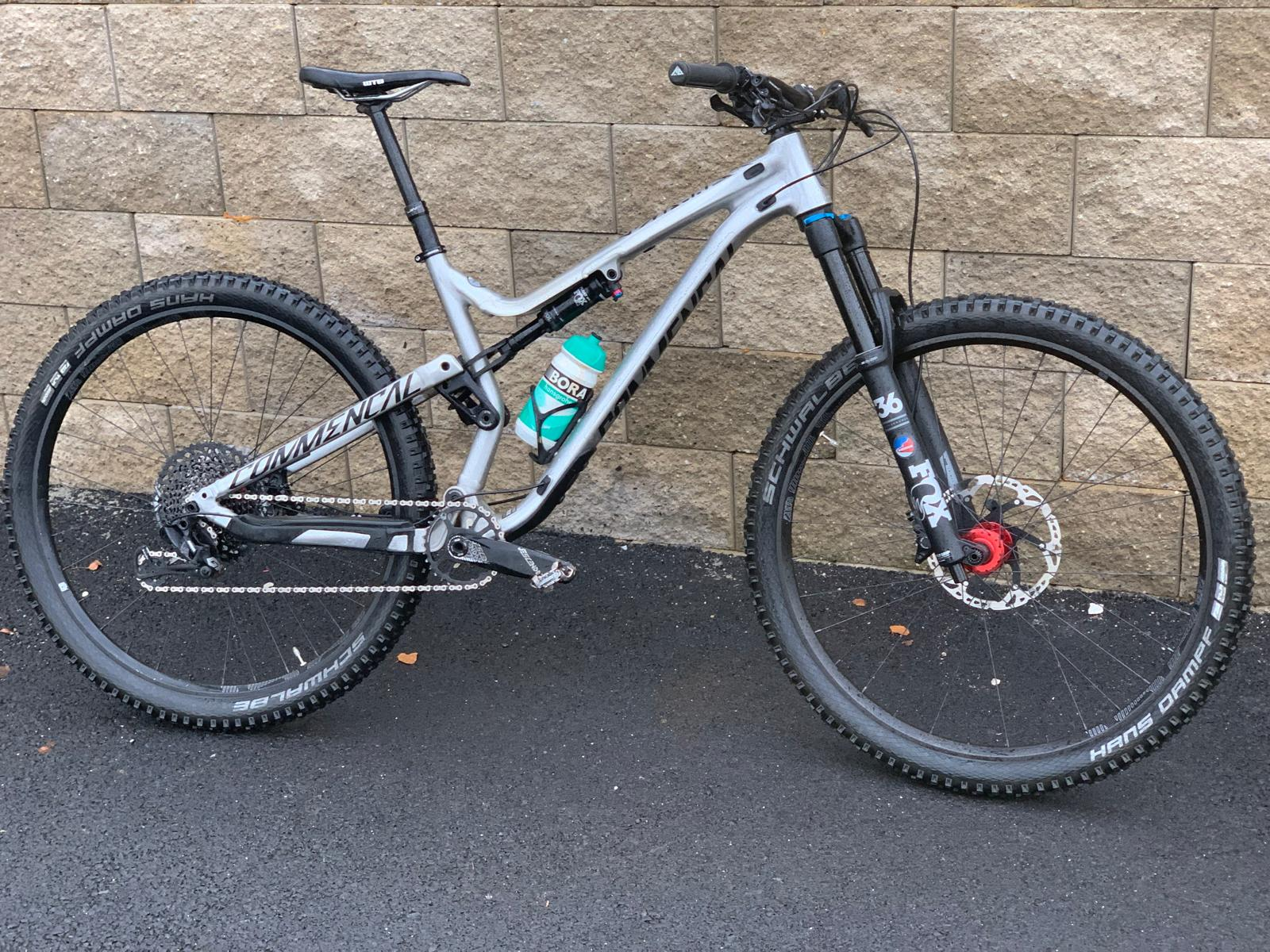
Commencal Meta TR29 2019

Firma Commencal sídlící v Andoře byla založena Maxem Commencalem v roce 2000. Commencal se zaměřuje na výrobu horských kol. Nyní je jedním z největších výrobců horských kol na světě.

## Historie
Max Commencal založil firmu Commencal čerstvě po odchodu z jeho dřívější firmy, zabývající se výrobou horských kol. Stál před rozhodnutím koupit si zpět své místo ve své dosavadní firmě, ze které byl vytlačen, nebo založit novou firmu. Rozhodl se začít od nuly a vznikla firma Commencal Bicycles. Na trhu prorazila se svým modelem SUPERNORMAL, který za svůj design v roce 2000 vyhrál hned několik cen. V následujících letech vzniklo hned několik velmi úspěšných modelů kol, všechny se stejnou filozofií. Max Commencal chtěl kola vyrábět z hliníku, ne karbonu, jako je to u velké části konkurenčních výrobců. Dále se firma Commencal Bicycles snaží prodávat kola zákazníkovi přímo, a to bez třetí strany, jako jsou soukromé prodejny kol.

## Ambasadoři
Mezi nejznámější ambasadory firmy Commencal Bicycles patří:
- Amaury Pierron
- Camille Balanche
- Myriam Nicole
- Benoit Coulange
- Monika Hrastnik
- Baptiste Pierron
- Theo Erlangsen